# Адмирал Лазарев (атомен крайцер, 1981)
Адмирал Лазарев (на руски: Адмирал Лазарев) е руски тежък атомен ракетен крайцер (ТАРК). Втори от общо четирите кораба на проекта 1144 „Орлан“. Отписан от флота, в утилизация от 2021 г.

## Строителство
Заложен е в Балтийския завод по модернизирания проект 1144.2. Името на кораба при залагането е „Фрунзе“. Спуснат е на вода на 26 май 1981 г.

## История на службата
Влиза в строй в Тихоокеанския флот на 31 октомври 1984 г.
От 21 август по 22 ноември 1985 г. извършва преход от Североморск за Владивосток, с посещения в Луанда (Ангола), Аден (Южен Йемен) и в портове на Виетнам.
До септември 1987 г. командир на корабa е капитан 1-ви ранг Евгений Григориевич Здесенко. Той се ползва с огромно уважение както от военното ръководство, така и от личния състав. При превеждането на Здесенко Е. Г. и неговото слизане от кораба, въпреки забраната на новото командване, са приведени в действие всичките налични звукови устройства, а също и по-голямата част от механически вътящите се антени. Целият личен състав на срочна служба излиза по левия борд и се сбогува със своя командир.
За нов командир на кораба е назначен капитан 1-ви ранг М. Щербаков.
На 22 април 1992 г. ТАРКР „Фрунзе“ е преименуван на „Адмирал Лазарев“.
През 1990-те години корабът е небоеспособен, вследствие на което е законсервиран и изваден от бойния състав на флота, оставен е на съхранение в залива Абрек.
През 1999 г., поради липса на средства за неговия ремонт, е готвен за утилизация. Към юни 2000 г. са намерени неголеми средства за поддържането на кораба в законсервирано състояние, но за преминаване на пълен ремонт в регионалните кораборемонтни предприятия, по онова време, са необходими от 2 до 7 милиарда рубли.
На 6 декември 2002 г. на законсервирания крайцер стоящ във Фокино възниква пожар – запалва се един от необитаваните кубрици. След четири часа огънят е локализиран и потушен.
През 2004 г. корабът е поставен в центъра по кораборемонт „Звезда“ в град Болшой Камен, където са извадени атомните енергетични установки и е продължен срока за намиране на кораба в законсервирано състояние. През 2005 г. корабът се връща на стоянката си в залива Стрелок.
Поради невъзможност да се осъществи презареждане на активната зона на реактора в ЦС „Звезда“ е предназначен за утилизация. Косвено това се потвърждава от плановете за предаване на Тихоокеанския флот на крайцера „Адмирал Нахимов“ след завършването на ремонта му. Обаче, по съобщения в пресата, появили се през 2011 г., модернизацията на крайцера все пак се планира.
По състояние към 17 декември 2014 г. майсторите на 30-ти кораборемонтен завод на Тихоокеанския флот завършват поредния доков ремонт на атомния ракетен крайцер „Адмирал Лазарев“.
През 2015 г., във връзка с промяната в морската доктрина, е взето решението са се съхрани и възроди кораба за бъдеща служба в далечната океанска зона. Но по-късно се появява информацията, че корабът ще бъде утилизиран.
По състояние към ноември 2016 г. последващата съдба на кораба не е определена. Въпросът е от компетенциите на главното командване на ВМФ.
На 18 април 2019 г. „Известия“, позовавайки се на източници в министерството на отбраната, съобщава, че крайцерът е планирано да се утилизира до 2021 г.
Решението за модернизацията на тежкия атомен ракетен крайцер на Тихоокеанския флот „Адмирал Лазарев“ от проекта 1144.2 шифър „Орлан“ не е прието поради липса на средства за тези работи, макар утилизацията да се счита за нецелесъобразна от специалистите.
На 18 февруари 2021 г. СМИ, позовавайки се на материали от портала за държавни поръчки, съобщават за договор с 30-ти кораборемонтен завод за утилизацията на крайцера.
На 30 април 2021 г. крайцерът „Адмирал Лазарев“ пристига в 30-ти кораборемонтен завод в селището Дунай (Приморски край) за утилизация.

## Изображения
- Крайцерът през 1986 г.
- Вертолет Ка-25 на полетната площадка на ТАРК „Фрунзе“. (Илюстрация от ежегодника „Soviet Military Power“ за 1987 г.)
- Учебен пуск на ракета
- Кърмовата част на ТАРКР „Фрунзе“